# Sony Ericsson Xperia Play
Sony Ericsson Xperia Play és un Smartphone fabricat per la marca de mòbils i tecnologies Sony . És el primer Smartphone de la gamma Sony Xperia que té en el deslliçador un comandament de '''PlayStation'''. Aquest Smartphone es va crear per unir els dos mons, el dels jocs i el de la telefonia; i va sorgir el 6 de febrer de 2011. Aquest Smartphone va sorgir a partir de la idea de fer un mòbil amb les mateixes dimensions i mateixa forma que la consola PSP Go.

## Característiques
- Colors: Blanc / Negre
- El deslliçador compta amb un D-pad a la part esquerra de l'aparell, i també conté els botons d'un control de PlayStation (χ,Ο,Ԥ,Δ) en la banda dreta, un touchpad rectangular enmig, els botons "Start" i "Select" en el cantó dret, un botó d'opcions en el cantó esquerre, i els botons L1 i R1 a la part posterior del Smartphone.
- A la part frontal del Smartphone, té una pantalla tàctil, i devall conté quatre botons,(Enrere, Opcions, Inici, Cerca).
- CPU 1 GHz Scorpion ARMv7 (es pot fer overclock a 2 GHz mitjançant el ROM doomkernel).
- Qualcomm Snapdragon MSM8x55 chipset.
- Adreno 205 GPU 245 MHz.
- Pantalla de 4 Polzades amb una resolució de 480x854 píxels i 16,777,216 colors.
- Càmera posterior de 5.1MP amb flash led.
- Càmera frontal VGA.
- Memòria RAM de 512MB.
- Memòria interna de 400MB (expansible fins a 32GB por medi de microSD).
- Sortida d'àudio Jack (connector) 3.5 mm.
- Sistema Operatiu Android 2.3 Gingerbread(fins a Android 2.4)